# Delia Murer
Delia Murer (Falcade, 25 gennaio 1955) è una politica italiana di Articolo 1 - Movimento Democratico e Progressista.

## Biografia
Diplomata di liceo classico; è dirigente politico.
Eletta deputata alle elezioni politiche del 2008 nella circoscrizione Veneto 2 con il Partito Democratico, è rieletta anche alle elezioni politiche del 2013.